# Municipio de Speights Bridge
El municipio de Speights Bridge (en inglés: Speights Bridge Township) es un municipio ubicado en el  condado de Greene en el estado estadounidense de Carolina del Norte. En el año 2010 tenía una población de 2.085 habitantes.

## Geografía
El municipio de Speights Bridge se encuentra ubicado en las coordenadas 35°34′3.58″N 77°43′10.92″O / 35.5676611, -77.7197000.